# Statens institut för konsumentfrågor

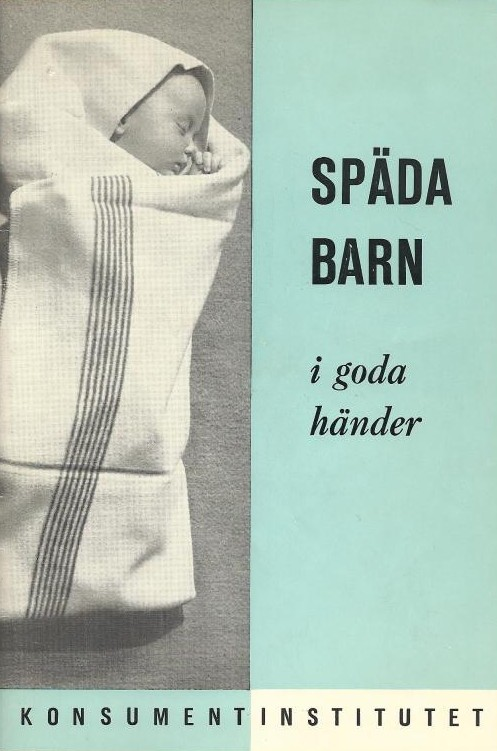
"Späda barn i goda händer" (1967)

Statens institut för konsumentfrågor (kort Konsumentinstitutet) var ett tidigare svenskt, statligt  institut för konsumentfrågor och konsumentrådgivning.
Konsumentinstitutet hade sin föregångare i Hemmens forskningsinstitut (HFI) som grundades 1944 i syfte att rationalisera hem- och hushållsarbete. HFI blev statligt år 1957 och fick då namnet Statens institut för konsumentfrågor (Konsumentinstitutet). Genom sammanslagning av Konsumentinstitutet med Statens konsumentråd och Varudeklarationsnämnden (VDN) bildades 1973 Konsumentverket.
Till många publikationer från Konsumentinstitutet hörde även tidskriften Råd & Rön som utkom första gången 1958. I första numret informerades bland annat om hur man tvättar korsetten rätt, varnade för livsfarliga bäddsoffor och gav köpråd om konservöppnare. Bland Konsumentinstitutets handböcker och broschyrer kan nämnas "Matberedningsmaskiner" (1967) och "Späda barn i goda händer" (utkom under hela 1960-talet).
Under åren 1968-1972 genomförde arkitekt Alice Thiberg utredningar för Statens institut för byggnadsforskning samt Konsumentinstitutet, som var främst inriktade på kök och planutformning av bostadsrum. Hon studerade bland annat arbetshöjder och räckhöjder som hon  publicerade 1968 BFR-rapporten Planutformning av kök: förslag till inredningsmått och plantyper (se Svensk köksstandard).